# Aeroporto de Carolina
O Aeroporto de Carolina - Brigadeiro Lysias Augusto Rodrigues (IATA: CLN - ICAO: SBCI) está localizado na Rua Santos Dummont, s/n, Bairro Ticocá, no município de Carolina, Maranhão. Foi reinaugurado em 15 de junho de 2015, depois de 39 anos sem operação. É um dos 11 novos aeroportos contemplado pelo plano da aviação regional, do Governo Federal. Será através desse aeroporto, a ligação para o Parque Nacional da Chapada das Mesas, que desenvolverá ainda mais o Turismo na região.
Suas coordenadas são as seguintes: 07°20'21.00"S de latitude e 47°26'02.00"W de longitude. Possui uma pista de 1800m de asfalto.